# Vukašin Brajić
Vukašin Brajić (serbiska: Вукашин Брајић), född 9 februari 1984 i Sanski Most, Bosnien och Herzegovina, SFR Jugoslavien, är en bosnisk/hercegovinsk/serbisk pop-rocksångare.
Brajić blev känd efter att ha deltagit i första säsongen av musiktävlingen Fame Academy (Operacija Triumf) 2008/2009, där han slutade på en andraplats. Tävlingen sändes i sex nationella TV-bolag i fem balkanländer, Bosnien & Hercegovina, Kroatien, Serbien, Makedonien och Montenegro. Den 11 januari 2010 valdes han internt av programföretaget BHRT att representera Bosnien & Hercegovina i Eurovision Song Contest 2010 med låten "Munja i Grom" (Åska och Blixt). Språket på låten byttes senare till engelska och blev "Thunder and Lightning".